# Теодор II Палеолог
Теодор II Палеолог (на гръцки: Θεόδωρος Β΄ Παλαιολόγος, Theodōros II Palaiologos, Theodore II Palaiologos, Palaeologus, * 1396 † 26 януари 1448 в Селимбрия) е деспот на Морея от 1407 до 1443 г.
Син е на византийския император Мануил II Палеолог (1350–1425) и Елена Драгаш (1372–1450), дъщеря на велбъждския владетел Константин Драгаш, която вероятно е внучка на българския цар Иван Александър. Брат е на византийските императори Йоан VIII Палеолог и Константин XI Палеолог, също на деспотите на Морея Димитрий Палеолог и Тома Палеолог и на деспота на Солун Андроник Палеолог.
През 1407 г. той наследява чичо си Теодор I Палеолог като деспот на Морея в Мистра. Понеже е малолетен, баща му остава в Морея и строи през 1415 г. отново Хексамилион, укрепителна стена над Коринтския провлак и обучава своя син.
Дворът на столицата Мистра става център на византийската култура. Византийският учен Георгий Гемист Плитон се мести от Константинопол в Мистра. Той основава философско училище. Най-известният му ученик е теологът Василий Бесарион. Теодор е способен математик и поддръжник на учените на неговия двор.
През май 1423 г. турците нахлуват в Морея под командването на Турахан бей и отново се оттеглят от полуострова, след като Теодор се задължава да плаща трибути на султан Мурат II.
Теодор II има право за наследник на трона като византийски император на бездетния му брат Йоан VIII Палеолог, но дава своите права на по-малкия си брат Константин XI Палеолог, като получава неговите собствености в Селимбрия (Силиври), където умира от чума през 1448 г.
Наследен е като деспот на Морея от по-малкия си брат Константин XI Палеолог.

## Фамилия
Теодор II Палеолог се жени на 21 януари 1421 г. в Мистра за Клеофа († 1433), малката дещеря на Малатеста IV Малатеста, сеньор на Пезаро. Те имат една дъщеря:
- Елена Палеологина (1428–1457/1458), омъжена на 3 февруари 1442 г. в Никозия за Жан II (1418–1458), крал на Кипър и Армения, син на Янус I крал на Кипър и съпругата му Шарлота дьо Бурбон.

Теодор II Палеолог има незаконен син:
- Томас Емануеле Пиетро Палеолог, изселва се в Кипър със сестра си Елена Палеологина.